# Carlos Blanco Hernández
Carlos Blanco Hernández (Gijón, 11 de març de 1917 - Madrid, 1 de setembre de 2013) va ser un guionista espanyol. Va treballar a Espanya i a Hollywood. Considerat un dels millors guionistes del cinema espanyol.

## Biografia
Els seus pares eren mestres a l'Institut Jovellanos, on tenien dret a habitatge. Allí va passar els primers anys de la seva vida. Des de petit es va mostrar atret per la literatura, envoltat dels llibres que els seus pares feien servir per ensenyar a llegir nens i adults. Amb 15 anys va quedar orfe de mare i amb 17 es va traslladar a Madrid amb el seu pare, que havia estat nomenat director del grup escolar Miguel de Unamuno. A la capital el va sorprendre la Guerra Civil Espanyola. Es va presentar com a voluntari per lluitar en el bàndol republicà i va combatre primer al front de Màlaga, més tard al de Madrid i després a Extremadura, fins que va ser capturat a Còrdova. Va estar cinc anys privat de llibertat i quan va tornar al carrer no li van permetre reprendre els estudis d'enginyer de camins que havia iniciat un any abans que comencés la guerra. Represaliat durant els primers anys de la dictadura, va buscar refugi en una de les seves passions, contar històries. Va ser així com es va animar a participar en un concurs de guions. El va guanyar amb Don Beltrán de la Cueva, que va escriure entre les taules del Café Gijón de Madrid. Aquí va començar una llarga carrera, que el va portar a treballar al cinema, amb totes les privacions que el règim franquista suposaven per desenvolupar els seus guions, però ho va saber afrontar i ho va poder superar.
Habitual del Café Gijón, allí participava en les tertúlies al costat d'Enrique Jardiel Poncela, José Luis López Vázquez, Antonio Buero Vallejo, Miguel Mihura, José García Nieto, Víctor Ruiz Iriarte, César González Ruano o el seu vell professor de literatura a Gijón, Gerardo Diego.
Fitxat per CIFESA, va escriure el guió de Locura de amor, basat en una obra de teatre de Manuel Tamayo y Baus, que es va convertir en el seu primer gran èxit. La pel·lícula va triomfar dins i fora d'Espanya i va llançar a la fama Aurora Bautista i Sara Montiel, amb qui va compartir la seva aventura americana. El 1955, la 20th Century Fox li encarrega el guió de Zaíno, una pel·lícula de tema taurí, per a Ava Gardner i Luis Miguel Dominguín, als quals ell ja coneixia. El film no va tirar endavant, però el guionista va conèixer a Los Angeles grans estrelles, com Humphrey Bogart, Lauren Bacall, Billy Wilder, Marilyn Monroe i Audrey Hepburn. Va rebutjar un contracte de set anys amb la 20th Century Fox per poder treballar pel seu compte, i així va poder atendre també encàrrecs de dues altres grans companyies: Columbia i RKO. El mateix Gary Cooper es va associar amb ell per posar en marxa una pel·lícula sobre el Quixot, encara que va morir abans que el projecte cristal·litzés. Finalment, Blanco, ja de tornada a Espanya, va constituir la seva pròpia productora, Oscar Films, amb la qual va rodar a la fi, el 1973, Don Quijote cabalga de nuevo, protagonitzada per Fernando Fernán Gómez i Mario Moreno, "Cantinflas".
Paradoxalment, amb l'arribada de la democràcia, per la qual va perdre la seva joventut i va patir durant quaranta anys, es va donar l'esquena a la seva obra, considerada per molts professionals del cinema i la cultura com la d'un adepte al règim de Franco per haver col·laborat amb directors com José Luis Sáenz de Heredia.
El 2009 protagonitza el documental "La voz negra: conversaciones con el guionista Carlos Blanco", d'Alfonso S. Suárez. Els últims anys va continuar escrivint i té diversos guions inèdits.

## Obres
- Don Beltrán de la cueva, guió, 1946.
- Cuando llegue la noche, guió basat en una obra de Joaquín Calvo Sotelo, rodat per Jerónimo Mihura, 1946.
- La princesa de los Ursinos, guió rodat per Luis Luciano a CIFESA, 1947.
- Locura de amor, guió sobre Joana la Boja inspirat en una obra de Manuel Tamayo y Baus, rodat per Juan de Orduña a CIFESA, 1947.
- Las aguas bajan negras, adaptació de la novel·la La aldea perdida, d'Armando Palacio Valdés, rodat per José Luis Sáenz de Heredia a Colonial AJE, 1947.
- La mies es mucha, guió (no acreditat) rodat per José Luis Sáenz de Heredia a Colonial AJE, 1947.
- Llegada de noche, guió, basat en Huellas borradas, novel·la radiofònica de Hans Rothe, rodat per José Antonio Nieves Conde a Colonial AJE, 1949.
- 39 cartas de amor, guió rodat per Francisco Rovira Beleta, 1950.
- Don Juan, guió rodat per José Luis Sáenz de Heredia, 1950, pel·lícula seleccionada per participar en la Biennal de Venècia.
- Los ojos dejan huellas, guió rodat per José Luis Sáenz de Heredia, 1952.
- Todo es posible en Granada, basat en un conte de Washington Irving, rodat per José Luis Sáenz de Heredia en coproducció italiana, 1954. Rafael Romero Marchent va rodar un "remake" el 1982 en què també va col·laborar Carlos Blanco.
- Los peces rojos, rodat per José Antonio Nieves Conde, 1955.
- Diez fusiles esperan, guió rodat per José Luis Sáenz de Heredia, 1959.
- Los gallos de la madrugada, guió rodat per José Luis Sáenz de Heredia, 1971.
- Don Quijote cabalga de nuevo, guió rodat per Roberto Gavaldón, a Oscar Films, 1973.
- La espada negra, guió rodat per Francesc Rovira-Beleta, en Oscar Films 1976.
- Hierba salvaje, guió rodat per Luis María Delgado, "remake" de Los ojos dejan huella, 1976.
- Hotel Danubio ("remake"), història basada en Los peces rojos, rodada per Antonio Giménez Rico, 2003.
- El oficio de Rey, publicat per Siglo XXI Editores, però sense rodar, 2006.
- Cervantes, la estocada secreta, premiat pel Ministeri de Cultura, 2009.
- Madrid, nido de víboras, inèdit.
- La ladrona y Juan Martín Díaz, el Empecinado, inèdit.
- Informe secreto sobre la muerte de un carpintero, inèdit.
- Una víbora en el bolsillo, inèdit.
- La Loca y el Pavo Real, inèdit.

## Premis i reconeixements
Medalles del Cercle d'Escriptors Cinematogràfics
| Any  | Categoria   | Pel·lícula                 |
| ---- | ----------- | -------------------------- |
| 1947 | Millor guió | La princesa de los Ursinos |
| 1952 | Millor guió | Los ojos dejan huellas     |